# Mahnmal im Stadtpark an der „Ukrainer Esche“

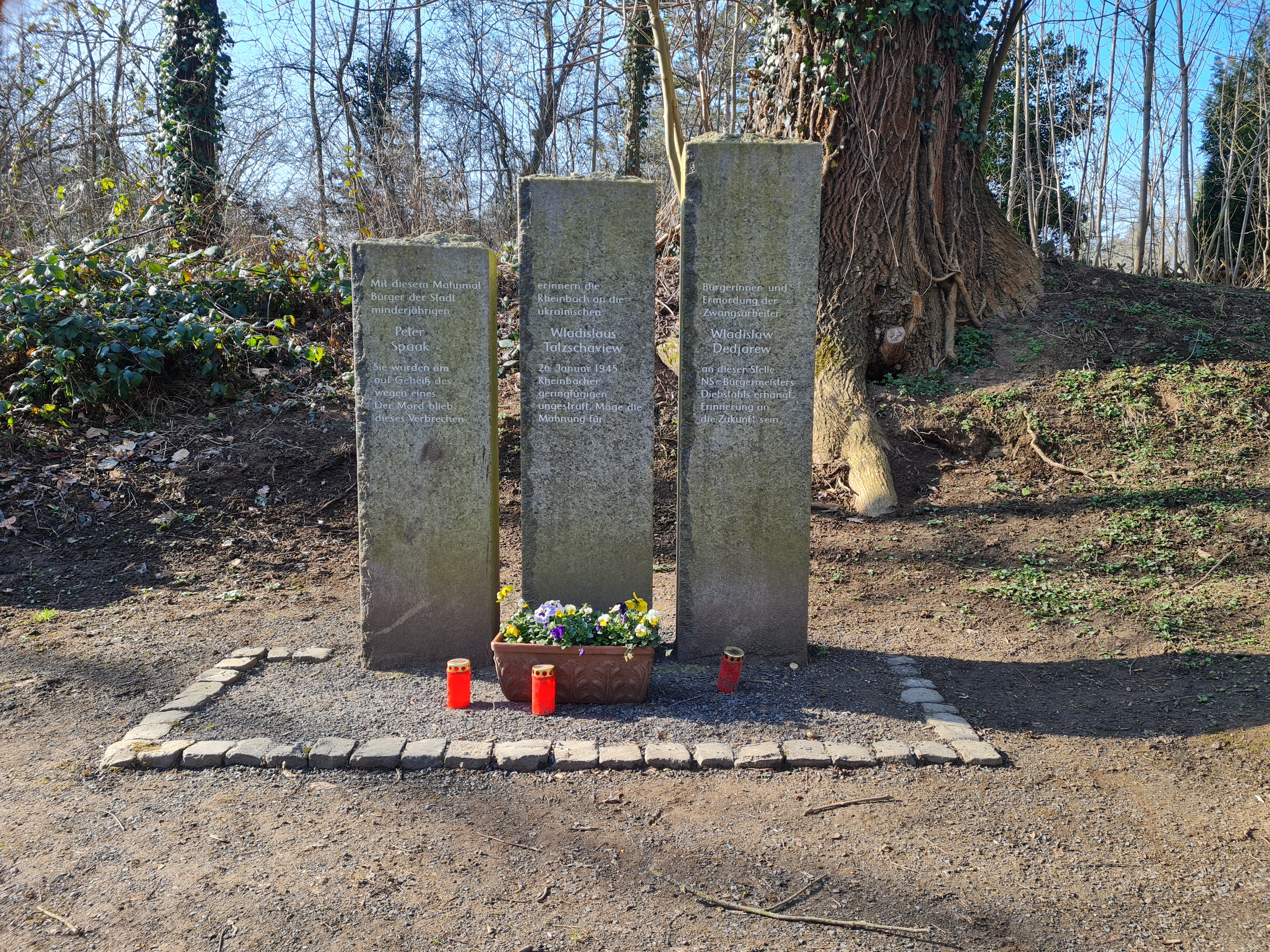
Das Mahnmal im Stadtpark Rheinbach zur Erinnerung an drei ermordete ukrainische Zwangsarbeiter

Das Mahnmal im Stadtpark an der „Ukrainer Esche“ in Rheinbach erinnert an die drei minderjährigen ukrainischen Zwangsarbeiter Peter Spaak, Wladislaw Talzschaniew und Wladislaw Dedjarew. Sie wurden am 26. Januar 1945 auf Befehl des damaligen Rheinbacher Bürgermeisters Josef Wiertz wegen eines geringfügigen Diebstahls ohne Gerichtsverfahren durch Erhängen ermordet. Das Mahnmal besteht aus drei Stelen und wurde am 19. Oktober 2017 am Hinrichtungsort errichtet. Es dient als Mahnung gegen das Vergessen und als Symbol für die Erinnerung an die Opfer des Nationalsozialismus in Rheinbach.

## Hintergrund
Während des Zweiten Weltkriegs wurden zahlreiche Zwangsarbeiter aus der Ukraine nach Deutschland verschleppt und unter menschenunwürdigen Bedingungen zur Arbeit gezwungen. In Rheinbach waren Zwangsarbeiter insbesondere in der Landwirtschaft tätig und lebten meist auf den Höfen ihrer Arbeitgeber.
Die drei ukrainischen Zwangsarbeiter Peter Spaak, Wladislaw Talzschaniew und Wladislaw Dedjarew wurden zwischen 1941 und 1943 aus ihrer Heimat verschleppt und über Bonn nach Rheinbach gebracht. Am 24. Januar 1945 wurden sie nach einem alliierten Bombenangriff zum Trümmerräumen in der Stadt eingesetzt. Dabei fanden sie eine Strickjacke und einige Flaschen Wein, die sie in einer Dreschmaschine versteckten. Sie wurden vermutlich von Anwohnern beobachtet und daraufhin denunziert.
Kurz darauf erfolgte ihre Verhaftung durch den Rheinbacher Polizeiwachtmeister Johannes Schmitz und den Hilfspolizisten Michael Breuer. Zwei Tage lang wurden sie angekettet in den Kallenturm, das mittelalterliche Gefängnis der Stadt, gesperrt. Eine ordnungsgemäße Untersuchung oder gar eine Anordnung der Bonner Gestapo, die für solche Fälle zuständig gewesen wäre, fand nicht statt. Vielmehr entschied der damalige Bürgermeister Josef Wiertz, der 1933 von der NSDAP eingesetzt wurde, eigenmächtig über ihre Bestrafung.
Am Morgen des 26. Januar 1945 wurden die drei jungen Männer unter Bewachung von Polizeiwachtmeister Schmitz und weiteren Helfern zum Stadtpark gebracht. Dort hatten Hitlerjungen zuvor Seile und Leitern bereitgestellt, um die Hinrichtung vorzubereiten. Als Galgen diente eine improvisierte Konstruktion zwischen zwei Eschen. Zur Abschreckung wurden rund 150 Zwangsarbeiter aus Rheinbach und der Umgebung gezwungen, die öffentliche Hinrichtung mit anzusehen.
Nach ihrer Ermordung wurden die Leichen der drei Opfer nicht auf dem Friedhof bestattet, sondern anonym am Waldrand verscharrt. Einen Tag zuvor hatte ein polnischer Zwangsarbeiter auf Befehl der lokalen NS-Behörden eine Grube ausheben müssen. 
Nach der kampflosen Einnahme Rheinbachs durch US-Truppen am 6. März 1945 wurde der US-Mortuary-Affairs Service beauftragt, gefallene US-amerikanische Soldaten zu bergen. Dabei entdeckten sie auch das anonyme Grab der drei Ukrainer. Die Opfer wurden exhumiert und am 13. März 1945 auf dem katholischen St. Martin-Friedhof in Rheinbach bestattet. Der zuständige Friedhofsbeamte vermerkte in einer zusätzlichen Spalte des Friedhofsbuchs, dass es sich um „erhängte Ukrainer“ handelte, die „wegen eines geringfügigen Diebstahls“ hingerichtet worden waren. Ihre Namen wurden jedoch nicht eingetragen.
1946 wurden die drei Opfer in einer offiziellen Aufstellung der Stadt Rheinbach über verstorbene Ausländer vermerkt, allerdings als „Russen“ statt als Ukrainer gelistet. Zwischen Mai und Oktober 1947 wurden sie erneut umgebettet, diesmal auf die Kriegsgräberstätte Rheinbach im Rheinbacher Stadtpark, die damals als Ehrenfriedhof bekannt war. Auf den Grabsteinen wurden ihre Namen teilweise fehlerhaft oder unvollständig angegeben. Erst 2010, nach Recherche durch den Rheinbacher Bürger Peter Mohr und mithilfe einer eidesstattlichen Erklärung eines Zeitzeugen, konnte auch der vollständige Name von Wladislaw Dedjarew auf dem Grabstein ergänzt werden.

## Beschreibung des Mahnmals
Das Mahnmal befindet sich im Rheinbacher Stadtpark am Ende der Neugartenstraße. Es besteht aus drei unterschiedlich großen Stelen aus Bahia-Granit, die für die drei Opfer stehen. Die Gestaltung wurde bewusst schlicht gehalten, um den Fokus auf die Inschrift zu lenken, die sich über alle drei Stelen zieht:

„Mit diesem Mahnmal erinnern die Bürgerinnen und Bürger der Stadt Rheinbach an die Ermordung der minderjährigen ukrainischen Zwangsarbeiter Peter Spaak, Wladislaw Talzschaniew und Wladislaw Dedjarew. Sie wurden auf Geheiß des Rheinbacher NS-Bürgermeisters wegen eines geringfügigen Diebstahls erhängt. Der Mord blieb ungestraft. Möge die Erinnerung an dieses Verbrechen Mahnung für die Zukunft sein.“

## Rezeption und Gedenken
Das Mahnmal ist heute ein Ort des Gedenkens in Rheinbach. Jährlich am 26. Januar, dem Todestag der drei Zwangsarbeiter, findet hier eine Gedenkveranstaltung statt, bei der Bürger, Schüler und Vertreter der Stadt zusammenkommen. Kerzen und Blumen werden regelmäßig am Mahnmal niedergelegt.

## Kontroversen
Die Errichtung des Mahnmals war umstritten. Ein erster Antrag zur Aufstellung eines Denkmals wurde 2011 vom Rheinbacher Stadtrat mit Verweis auf den bereits bestehenden Ehrenfriedhof abgelehnt. Auch über die Inschrift gab es lange Diskussionen, insbesondere über die explizite Nennung des Täters, des damaligen Bürgermeisters Josef Wiertz. Erst nach erneuter Antragstellung und anhaltendem öffentlichen Druck wurde die Errichtung des Mahnmals 2016 genehmigt.